# M-607 (Madrid)

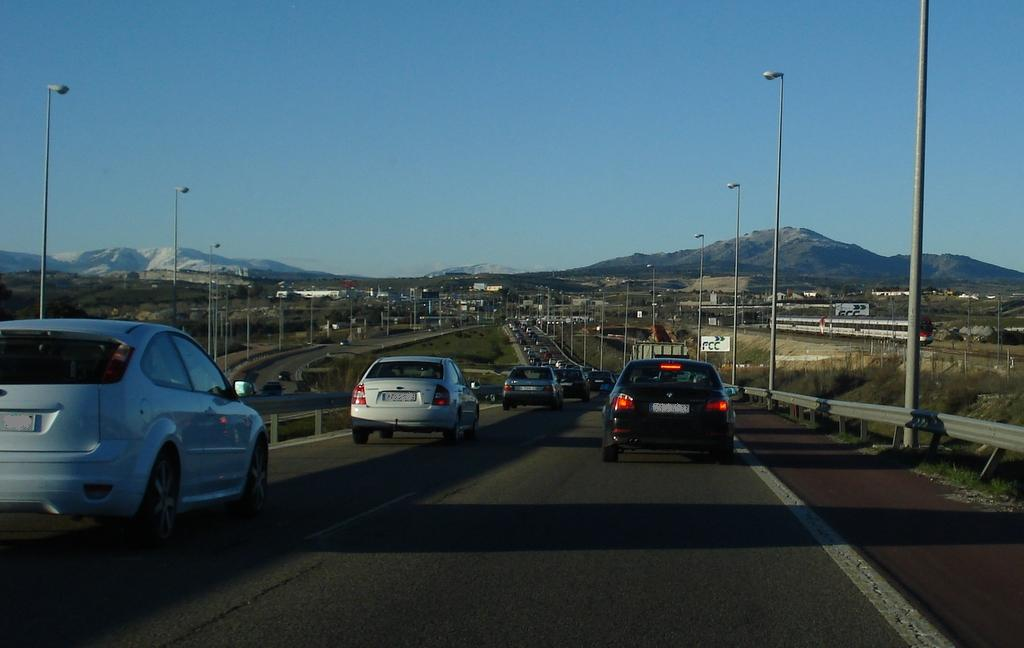
M-607 Madrid-Colmenar. Till höger syns pendeltåget Comenar Viejo – Madrid och berget San Pedro

M-607 är en motorväg i Spanien, 44,2 km lång. Den förbinder Madrid och Colmenar Viejo och fortsätter sedan som vanlig landsväg till Navacerrada. Den kallas populärt carretera de Colmenar Viejo ("vägen till Colmenar Viejo"). Det är en viktig kommunikationsled främst beroende på de närliggande växande samhällena och framväxten av stora industriområden. 
M-607 utgår från M-30 i höjd med Hospital Ramón y Cajal. Från Madrids centrum till slutet av motorvägsdelen är det ungefär 32 km.
Motorvägen passerar förbi Tres Cantos och går också förbi i närheten av Alcobendas och San Sebastián de los Reyes, med vilka den förbinds genom motorvägen M-616. Från Colmenar går vägen vidare som vanlig landsväg till Navacerrada.